# 今橋愛
今橋 愛（いまはし あい、1976年 - ）は、歌人。大阪府大阪市出身。
京都精華大学人文学部卒業。在学中に岡井隆の講義を受講し、23歳の頃から作歌をはじめる。2002年、『Ｏ脚の膝』で第1回北溟短歌賞（石川啄木賞の前身）を、穂村弘から高く評価され受賞。歌誌 [sai] 、snell（雪舟えまとの二人誌）、未来短歌会、六本木詩人会に所属。ひらがなや多行書きを多用し、現代詩のような独特の表現スタイルを用いる。

## 著書

### 歌集
- 第一歌集『O脚の膝』（北溟社、2003年）　　※書肆侃侃房より2021年に新装版として復刊（第二歌集『星か花を』を含む）
- 第二歌集『星か花を』（マイナビ、2015年）
- 第三歌集『としごのおやこ』（書肆侃侃房、2018年）

### 共著
- 『いまドキ語訳越中万葉』（北日本新聞社、2013年）
- 『トリビュート百人一首』（幻戯書房、2015年）